# Кубок Макао з футболу 2023
Кубок Макао з футболу 2023 — 17-й розіграш кубкового футбольного турніру у Макао. Титул володаря кубка вперше здобув Монте-Карло.

## Календар
| Раунд               | Дата                     | Матчі | Клуби |
| ------------------- | ------------------------ | ----- | ----- |
| Груповий раунд      | 17 травня - 5 липня 2023 | 16    | 9 → 4 |
| 1/2 фіналу          | 12 липня 2023            | 2     | 4 → 2 |
| Матч за третє місце | 19 липня 2023            | 1     |       |
| Фінал               | 20 липня 2023            | 1     | 2 → 1 |

## 1/2 фіналу
| Команда 1     | Рахунок      | Команда 2 |
| ------------- | ------------ | --------- |
| 12 липня 2023 |              |           |
| Чао Пак Кей   | 0:1          | Бенфіка   |
| Монте-Карло   | 0:0 пен. 4:2 | Чін Фун   |

## Матч за третє місце
| Команда 1     | Рахунок | Команда 2 |
| ------------- | ------- | --------- |
| 19 липня 2023 |         |           |
| Чао Пак Кей   | 6:0     | Чін Фун   |

## Фінал
| Команда 1     | Рахунок      | Команда 2   |
| ------------- | ------------ | ----------- |
| 20 липня 2023 |              |             |
| Бенфіка       | 2:2 пен. 1:4 | Монте-Карло |